# Русско-византийский договор (911)
Ру́сско-византи́йский договор 911 года — международный договор, заключённый Киевской Русью и Византией. Регулировал русско-византийские отношения. Результат похода князя Олега на Константинополь.
Был заключён 2 сентября 911 года. Сохранился в списках в составе «Повести временных лет».
Древнейший письменный источник русского права; содержит нормы закона Русского.

## Содержание
В 911 году (год договора 6420 (912) был проставлен неверно), согласно летописным данным, князь Олег послал своих людей к грекам для заключения с ними мира и установления договора между Русью и Византией. Договор был заключён 2 сентября 911 года между двумя сторонами:
- Русь: князем Олегом и ему подчинёнными светлыми и великими князьями и великими боярами, которых представляли 15 послов: Карлы, Инегелд, Фарлаф, Веремуд, Рулав, Гуды, Руалд, Карн, Фрелав, Руар, Актеву, Труан, Лидул, Фост, Стемид.
- Византия: упоминаются только три императора — Лев VI, его брат Александр, и сын Льва Константин[4].

Договор устанавливал мирные отношения Византии и Руси, определял порядок выкупа пленных, наказания за уголовные преступления, совершённые греческими и русскими купцами в Византии, правила ведения судебного процесса и наследования, создавал благоприятные условия торговли для русских и греков, изменял береговое право. Отныне вместо захвата выброшенного на берег судна и его имущества, владельцы берега обязывались оказывать помощь в их спасении.
Также по условиям договора русские купцы получили право жить в Константинополе по полгода, империя обязывалась содержать их в течение этого времени за счёт казны. Им было предоставлено право беспошлинной торговли в Византии. Допускалась возможность найма русских на военную службу в Византии.

## Историография
М. Ф. Владимирский-Буданов отмечал, что данный договор дошёл до нас полностью со всей основной договорной структурой: с начальной формулой («копия другой грамоты»), заключительной клятвой («скрепили его клятвою…») и обозначением даты («месяца сентября 2, индикта 15, в год от сотворения мира 6420»). Он регулировал уголовные и гражданские отношения между русью и греками.
По мнению С. В. Юшкова, договор 911 года (как и договоры 907, 945, 971, 1043 годов) является памятником прочных экономических, политических и культурных связей Киевской Руси с Византией. Благодаря подобным юридическим документам возможно установить уровень правосознания и правовой мысли в IX—X веках.
По мнению Яны Малингуди, договор 911 года был результатом заключительного второго акта переговоров. Первым был договор 907 года, в котором отразились достигнутые на тот момент соглашения.
Согласно лингвисту Е. А. Мельниковой, из 15 имён руси («от рода рускаго»), два финских, остальные имеют скандинавское происхождение (древнескандинавский вариант приведён в скобках): Карлы (Karli), Инегелдъ (Ingjaldr), Фарлофъ (Farulfr), Веремудъ (Vermu(n)dr), Рулавъ (Rollabʀ), Гуды (Góði), Руалдъ (Hróaldr), Карнъ (Karn), Фрелавъ (Friðláfr), Рюаръ (Hróarr), Актеву (фин.), Труанъ (Þrándr), Лидуль (фин.), Фостъ (Fastr), Стемиръ (Steinviðr). Согласно лингвисту А. В. Циммерлингу, имена варягов в списке послов и примкнувших к ним лиц указывают на достаточно поздние фонетические процессы, большинство из которых отражают восточно-скандинавские диалектные черты.

## Значение
Договор 911 года стал первым официальным документом, связанным с политией Рюриковичей. Текст договора 911 года впервые эксплицитно манифестирует этнополитическую самоидентификацию народа руси. Русь в договоре чётко противопоставляется ромеям, в старославянском переводе названым «христианами» и «греками».
В договоре 911 года фиксируется приход народа руси в Среднее Поднепровье и формирование здесь политии с центром в Киеве, элита которой носит скандинавские имена.